# Долно Чичево (Босна и Херцеговина)
Долно Чичево (на сръбски: Доње Чичево) е село в Босна и Херцеговина, разположено в община Требине, в ентитета на Република Сръбска. Населението му според преброяването през 2013 г. е 510 души, от тях: 454 (89,02 %) сърби, 51 (10,00 %) бошняци, 2 (0,39 %) черногорци, 1 (0,19 %) хърватин и 2 (0,39 %) не се самоопределили.

## Население
Численост на населението според преброяванията през годините:
- 1961 – 184 души
- 1971 – 176 души
- 1981 – 206 души
- 1991 – 258 души
- 2013 – 510 души